# Amicalola Falls

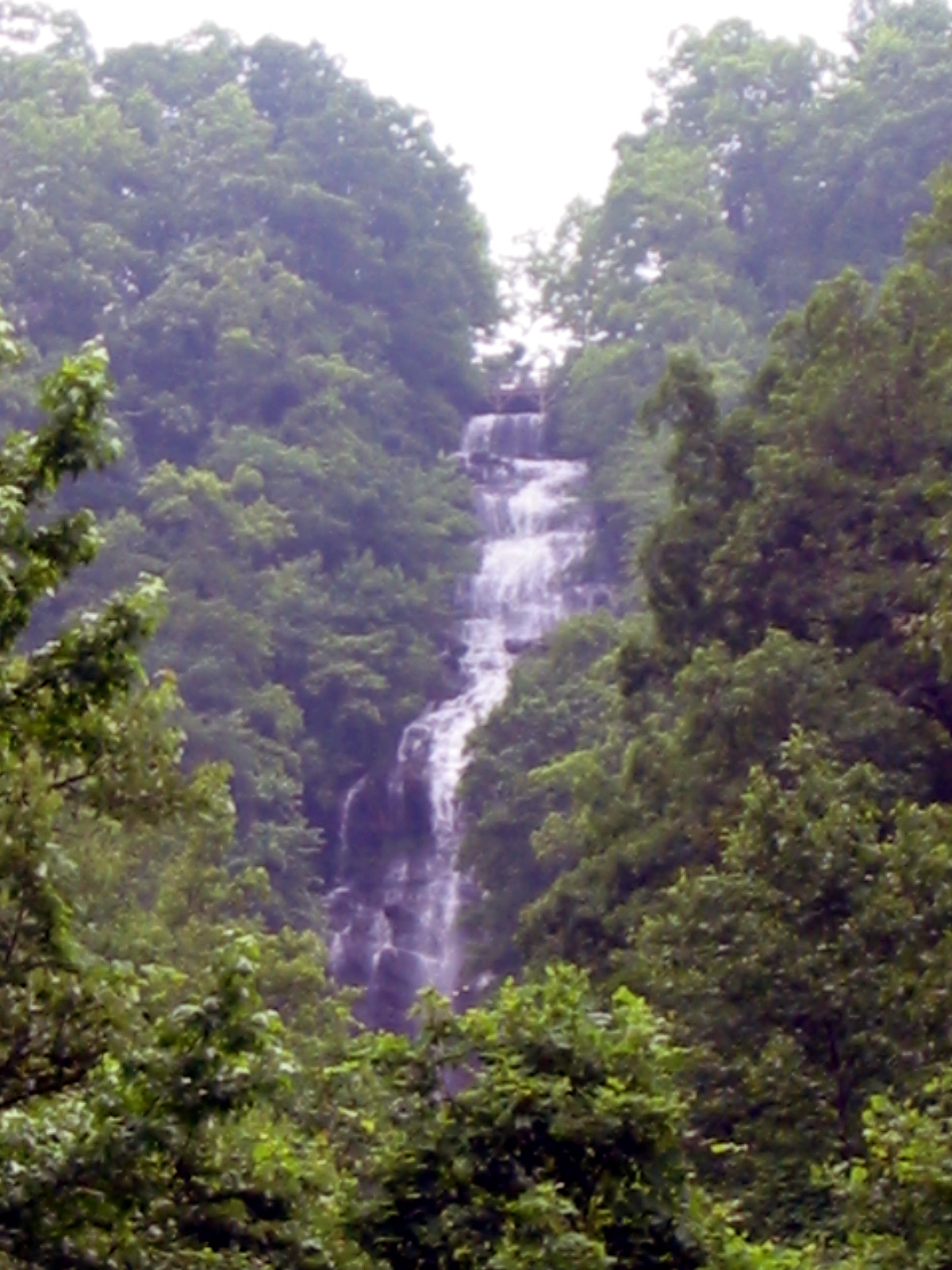
Amicalola Falls

Der Amicalola Falls sind ein Wasserfall im Dawson County im US-Bundesstaat Georgia. Die 222 m hohen Fälle sind die höchsten Wasserfälle Georgias und gelten als die höchsten der USA östlich des Mississippi.

## Geographie
Die Fälle kommen vom Amicalola Mountain, ein bis zu 1020 m hoher Höhenzug der Blue Ridge Mountains, der sich von Dawsonville in nordöstlicher Richtung bis zum Nimblewill Gap unweit des Springer Mountain erstreckt. Von seiner Südwestseite stürzt der Little Amicalola Creek in sieben Stufen in einen Teich, der in den Etowah River abfließt.

## Geschichte
Die Wasserfälle wurden in der Cherokeesprache Um Ma Calo La genannt, was „trommelndes Wasser“ bedeutet. Sie wurden erstmals 1832 von dem Vermesser William Williamson erwähnt. Die Indianer wurden 1828 im Rahmen des Indian Removal Act von vertrieben. 1940 wurde der die Fälle umgebende Amicalola Falls State Park gegründet. Ein 13 km Wanderweg führt zum südlichen Startpunkt des Appalachian Trail am Springer Mountain.